# 564
سنة 564 م (بالأرقام الرومانية: DLXIV) كانت سنة كبيسة تبدأ يوم الثلاثاء (الرابط يظهر نموذج الجدول الزمني الكامل للسنة) من التقويم اليولياني. بدأت تسمية السنة ب564 منذ العصور الوسطى المبكرة، عندما أصبح تقويم أنو دوميني هو الأسلوب السائد في أوروبا لتسمية السنوات.

## وفيات
- طرفة بن العبد، قتله ملك البحرين بأمر من عمرو بن هند ملك المناذرة بالحيرة.
- زهير بن جناب الكلبي تقديرا.